# Eleição municipal de Porto Velho em 2012
A eleição municipal  de Porto Velho em 2012 ocorreu em 7 de outubro e 28 de outubro (segundo turno para prefeito) de 2012 para eleger um prefeito, um vice-prefeito e 21 vereadores para a administração da cidade. O prefeito anterior, Roberto Sobrinho, do PT, terminou seu mandato em 31 de dezembro de 2012 e não concorreu à reeleição. O prefeito eleito foi Dr. Mauro Nazif do PSB, com 63,03% dos votos válidos, enquanto Lindomar Garçon do PV foi derrotado com 36,97% dos votos válidos.

## Antecedentes
Na eleição municipal de 2008, Roberto Sobrinho (PT) derrotou o candidato do PV, Lindomar Garçon em uma vitória esmagadora, ficando com 58% dos votos válidos (119.896 votos), enquanto seu concorrente ficou na segunda colocação com 18% (37.224 votos). David Chiquilito (PCdoB) fica em terceiro lugar com 8% dos votos válidos (17.106 votos) e o futuro prefeito eleito em 2012 Dr. Mauro Nazif fica com 8% (16.993 votos).
Tanto Nazif quanto Garçon disputariam novamente as eleições em 2012.

## Eleitorado

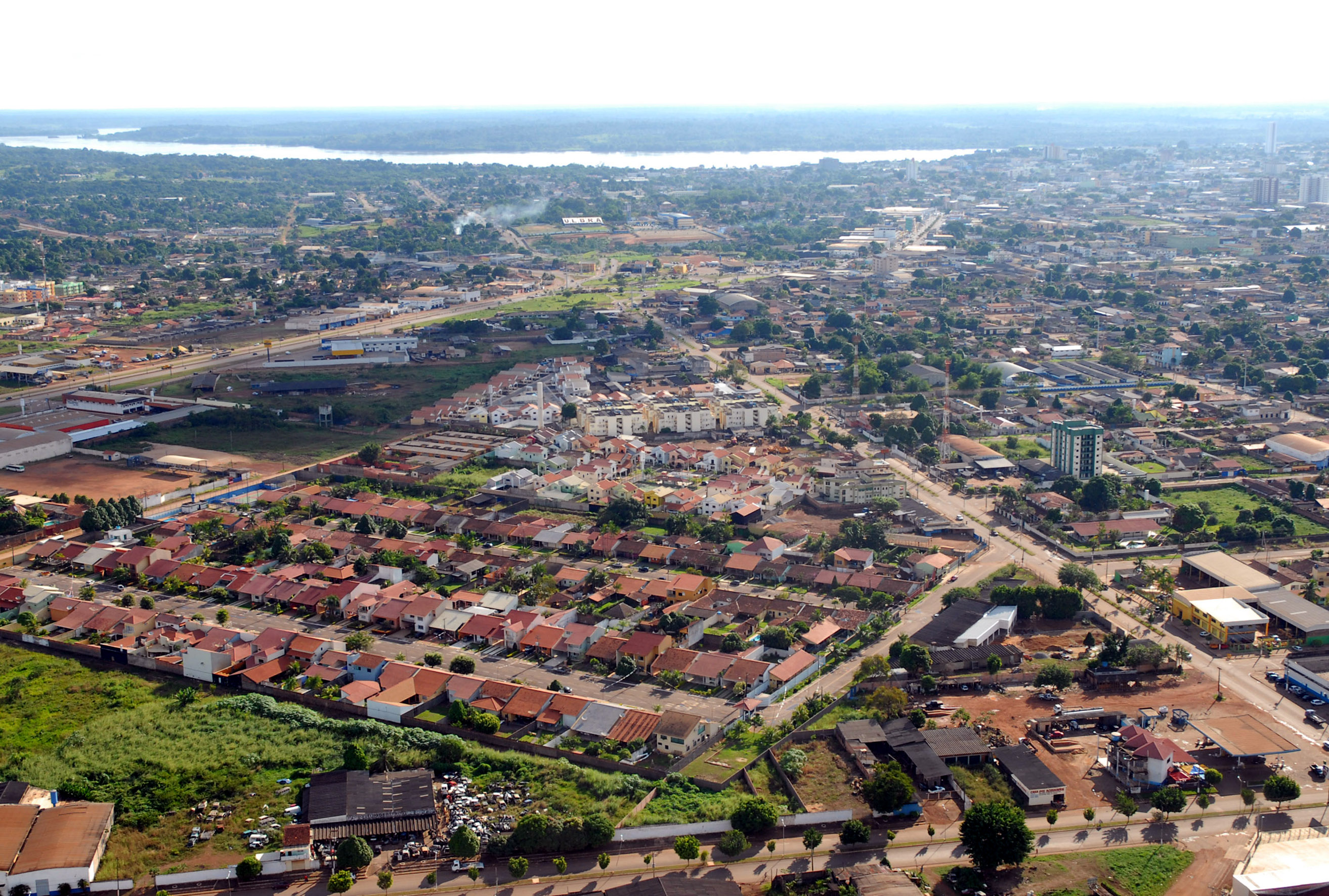
Vista aérea de Porto Velho, em 2007

Na eleição de 2012, estiveram aptos a votar 278.410 portovelhenses, o que correspondia a 64,9% da população da cidade.

## Candidatos
Foram nove candidatos à prefeitura em 2012: Aluizio Vidal do PSOL, Dr. Mauro Nazif do PSB, Dr. José Augusto do PMDB, Fatima Cleide do PT, Lindomar Garçon do PV, Mariana Carvalho do PSDB, Mário Português da Coimbra do PPS, Mario Sergio do PMN e Waltério Rocha do PSTU.
O ex-prefeito Roberto Sobrinho não tentou reeleição, tendo Fatima Cleide assumindo pelo PT.
|                   | Nº | Candidato                  | Partido | Vice                   | Coligação |
| ----------------- | -- | -------------------------- | ------- | ---------------------- | --- |
| bgcolor="#FFEE57" | 50 | Aluizio Vidal              | PSOL    | Prof Marto (PSOL)      | Partido Socialismo e Liberdade (PSOL) |
| bgcolor="#FFCC00" | 40 | Dr. Mauro Nazif            | PSB     | Dalton di Franco (PDT) | "Porto Velho, a Hora É Agora" Partido Socialista Brasileiro (PSB) Partido Democrático Trabalhista (PDT) |
| bgcolor="#00aa4f" | 15 | Dr. José Augusto           | PMDB    | Marco Antonio (PMDB)   | Partido do Movimento Democrático Brasileiro (PMDB) |
| bgcolor="#c4122d" | 13 | Fatima Cleide              | PT      | Miguel de Souza (PR)   | "Juntos para fazer Mais" Partido dos Trabalhadores (PT) Partido da República (PR) Partido Pátria Livre (PPL) |
| bgcolor="#006600" | 43 | Lindomar Garçon            | PV      | Reinaldo Rosa (PHS)    | "Por Amor a Porto Velho" Partido Verde (PV) Partido Humanista da Solidariedade (PHS) Partido Social Liberal (PSL) Partido Trabalhista Cristão (PTC) Partido Republicano Progressista (PRP)                                                                                 |
| bgcolor="#0080FF" | 45 | Mariana Carvalho           | PSDB    | Guilherme Erse (PSD)   | "Para uma Porto Velho Mais Humana" Partido da Social Democracia Brasileira (PSDB) Partido Social Democrático (PSD) |
| bgcolor="#ec008c" | 23 | Mário Português da Coimbra | PPS     | Ailton (DEM)           | "A Mudança é Agora" Partido Progressista (PP) Partido Trabalhista Nacional (PTN) Partido Social Cristão (PSC) Partido Popular Socialista (PPS) Democratas (DEM) Partido Social Democrata Cristão (PSDC)                                                                    |
| bgcolor="#DD3333" | 33 | Mario Sergio               | PMN     | Israel Borges (PTB)    | "Porto Velho É a Gente que Faz!" Partido Republicano Brasileiro (PRB) Partido Trabalhista Brasileiro (PTB) Partido Renovador Trabalhista Brasileiro (PRTB) Partido da Mobilização Nacional (PMN) Partido Comunista do Brasil (PCdoB) Partido Trabalhista do Brasil (PTdoB) |
| bgcolor="#c92127" | 16 | Waltério Rocha             | PSTU    | Irmão Wagner (PSTU)    | Partido Socialista dos Trabalhadores Unificado (PSTU) |

## Campanha
A campanha do Dr. Mauro Nazif foi baseada em uma série de propostas. Entre elas, Nazif prometeu a implantação de um sistema integral de ensino, a criação do viveiro municipal e uma valorização dos servidores públicos do município. Sobre a saúde, Nazif visa uma reestruturação do Pronto Socorro João Paulo II, através da contratação de novos profissionais da área e de uma parceria com a Polícia Comunitária.
Além das promessas, Nazif afirmou também que já esperava que sua disputa o levasse ao segundo turno.

## Pesquisas

### Candidatos (1º turno)

#### 1º turno - pesquisa estimulada
Em pesquisa do Ibope, divulgada em 21 de Agosto de 2012, Lindomar Garçon apareceu na liderança com 27% das intenções de voto, enquanto Nazif ficou atrás com 22%.
O Ibope liberou resultados de uma nova pesquisa, em 26 de Setembro de 2012, que traziam novamente Garçon na liderança, dessa vez com 29%, enquanto Nazif caía para 16%, ficando atrás também de Mário Português da Coimbra, com 17% dos eleitores.

A pesquisa final do Ibope foi divulgada em 5 de Outubro de 2012, com Garçon novamente na liderança, agora com 33%. Já Nazif recuperava a segunda colocação ao ficar com 17% dos votos válidos, empatando com Coimbra, também com 17%.
| Data           | Instituto | Aluizio Vidal (PSOL) | Dr. Mauro Nazif (PSB) | Dr. José Augusto (PMDB) | Fatima Cleide (PT) | Lindomar Garçon (PV) | Mariana Carvalho (PSDB) | Mário Português da Coimbra (PPS) | Mário Sérgio (PMN) | Waltério Rocha (PSTU) | Brancos/nulos | Não sabem |
| -------------- | --------- | -------------------- | --------------------- | ----------------------- | ------------------ | -------------------- | ----------------------- | -------------------------------- | ------------------ | --------------------- | ------------- | --------- |
| 21/08/2012 [a] | Ibope     | 1%                   | 22%                   | 2%                      | 12%                | 27%                  | 11%                     | 7%                               | 2%                 | 0%                    | 6%            | 11%       |
| 26/09/2012 [b] | Ibope     | 2%                   | 16%                   | 3%                      | 12%                | 29%                  | 15%                     | 17%                              | 1%                 | 0%                    | 3%            | 2%        |
| 05/10/2012 [c] | Ibope     | 2%                   | 17%                   | 3%                      | 12%                | 33%                  | 17%                     | 15%                              | 1%                 | 0%                    | 2%            | 2%        |

### Candidatos (2º turno)

#### 2º turno - pesquisa estimulada
No 2º turno, o Ibope trouxe o Dr. Mauro Nazif na liderança nas duas datas de pesquisa, em 23 de Outubro de 2012 e 26 de Outubro de 2012, a alguns votos de distância do segundo candidato, Lindomar Garçon.
| Data       | Instituto | Dr. Mauro Nazif (PSB) | Lindomar Garçon (PV) | Brancos/nulos | Não sabem |
| ---------- | --------- | --------------------- | -------------------- | ------------- | --------- |
| 23/10/2012 | Ibope     | 48%                   | 46%                  | 4%            | 2%        |
| 26/10/2012 | Ibope     | 55%                   | 39%                  | 4%            | 2%        |

## Debates na TV

### 1º Turno
Os candidatos Lindomar Garçon (PV), Mário Português da Coimbra (PPS), Dr. Mauro Nazif (PSB), Mariana Carvalho (PSDB) e Fátima Cleide (PT) participaram do debate realizado na TV Rondônia no dia 4 de outubro de 2012.
O debate de ideias e projetos durou cerca de 1h35 e foi divido em quatro blocos - dois com tema de livre escolha dos políticos e dois com temas determinados em sorteio. A discussão foi mediada jornalista e apresentadora Maríndia Moura

### 2º Turno
Os candidatos Lindomar Garçon (PV) e Dr. Mauro Nazif (PSB) participaram do debate realizado pela TV Rondônia no dia 27 de outubro de 2012.
O debate teve duração de 50 minutos, e foi dividido em três blocos. Sob a mediação da jornalista Marindia Moura, os candidatos fizeram perguntas entre si sobre os temas de sua escolha.

## Resultados

### Prefeito - 1º Turno
Resultado do 1º turno da eleição para prefeito, em ordem alfabética dos candidatos.>
| 1º Turno 7 de outubro de 2012    | 1º Turno 7 de outubro de 2012 | 1º Turno 7 de outubro de 2012 | 1º Turno 7 de outubro de 2012 |
| Candidato(a)                     | Vice                          | Votação                       | Votação                       |
| Candidato(a)                     | Vice                          | Porcentagem                   | Total                         |
| -------------------------------- | ----------------------------- | ----------------------------- | ----------------------------- |
| Aluizio Vidal (PSOL)             | Prof Marto (PSOL)             | 5,29%                         | 12.330                        |
| Dr. Mauro Nazif (PSB)            | Dalton Di Franco (PDT)        | 18,99%                        | 44.259                        |
| Dr José Augusto (PMDB)           | Marco Antonio (PMDB)          | 2,65%                         | 6.169                         |
| Fatima Cleide (PT)               | Miguel de Souza (PR)          | 12,69%                        | 29.564                        |
| Lindomar Garçon (PV)             | Reinaldo Rosa (PHS)           | 24,76%                        | 57.698                        |
| Mariana Carvalho (PSDB)          | Guilherme Erse (PSD)          | 17,88%                        | 41.673                        |
| Mário Português da Coimbra (PPS) | Ailton (DEM)                  | 16,16%                        | 37.652                        |
| Mario Sergio (PMN)               | Israel Borges (PTB)           | 1,42%                         | 3.307                         |
| Waltério Rocha (PSTU)            | Irmão Wagner (PSTU)           | 0,15%                         | 354                           |
| Total de votos válidos           | Total de votos válidos        | 93,68%                        | 233.006                       |
| Votos em branco                  | Votos em branco               | 2,53%                         | 6.304                         |
| Votos nulos                      | Votos nulos                   | 3,77%                         | 9.397                         |
| Votos apurados                   | Votos apurados                | 81,52%                        | 7.026.448                     |
| Abstenções                       | Abstenções                    | 6,32%                         | 29.703                        |
| Total de eleitores               | Total de eleitores            | 100,00%                       | 29.703                        |

### Prefeito - 2º Turno
Resultado do 2º turno da eleição para prefeito, em ordem alfabética dos candidatos (apenas votos válidos).>
| 2º Turno 28 de outubro de 2012 | 2º Turno 28 de outubro de 2012 | 2º Turno 28 de outubro de 2012 | 2º Turno 28 de outubro de 2012 |
| Candidato(a)                   | Vice                           | Votação                        | Votação                        |
| Candidato(a)                   | Vice                           | Porcentagem                    | Total                          |
| ------------------------------ | ------------------------------ | ------------------------------ | ------------------------------ |
| Dr. Mauro Nazif (PSB)          | Dalton Di Franco (PDT)         | 63,03%                         | 142.937                        |
| Lindomar Garçon (PV)           | Reinaldo Rosa (PHS)            | 36,97%                         | 83.828                         |
| Total de votos válidos         | Total de votos válidos         | 94,56%                         | 226.765                        |
| Votos em branco                | Votos em branco                | 1,98%                          | 4.765                          |
| Votos nulos                    | Votos nulos                    | 3,44%                          | 8.273                          |
| Votos apurados                 | Votos apurados                 | 94,56%                         | 239.803                        |
| Abstenções                     | Abstenções                     | 5,44%                          | 38.607                         |
| Total de eleitores             | Total de eleitores             | 100,00%                        | 278.410                        |

### Vereadores
| Candidato(a)              | Partido                        | Votação     | Votação |
| Candidato(a)              | Partido                        | Porcentagem | Total   |
| ------------------------- | ------------------------------ | ----------- | ------- |
| Marcelo Reis              | PV                             | 1,97%       | 4.537   |
| Edvilson Negreiros        | PR                             | 1,35%       | 3.097   |
| Eduardo Rodrigues         | PV                             | 1,33%       | 3.051   |
| Dimdim                    | PSL                            | 1,25%       | 2.881   |
| Ellis Regina do Sindeprof | PCdoB                          | 1,23%       | 2.824   |
| Claudio da Padaria        | PCdoB                          | 1,21%       | 2.785   |
| Aelcio TV                 | PP                             | 1,16%       | 2.662   |
| Pastor Delso Moreira      | PRB                            | 1,16%       | 2.659   |
| Alan Queiroz              | PSDB                           | 1,13%       | 2.594   |
| Fatinha                   | PT                             | 1,13%       | 2.593   |
| Ana Negreiros             | PMDB                           | 1,01%       | 2.323   |
| Cabo Anjos                | PDT                            | 1,00%       | 2.300   |
| Leo Moraes                | PTB                            | 1,00%       | 2.299   |
| Bengala                   | PT                             | 0,93%       | 2.138   |
| Sid Orleans               | PT                             | 0,92%       | 2.125   |
| Jose Wildes               | PT                             | 0,91%       | 2.102   |
| Dr. Macário               | PSB                            | 0,87%       | 1.996   |
| Márcio Miranda            | PMN                            | 0,86%       | 1.985   |
| Edemilson Lemos           | PSDB                           | 0,86%       | 1.968   |
| Fogaça do Site Observador | Partido Trabalhista Brasileiro | 0,82%       | 1.897   |
| Jair Montes               | PTC                            | 0,82%       | 1.890   |
| [Marcio do Sitetuperon]]  | PSB                            | 0,81%       | 1.874   |
| Rosangela Donadon         | PMDB                           | 0,81%       | 1.856   |
| Chiquinho do Sintax       | PT                             | 0,72%       | 1.806   |
| Bené                      | PT                             | 0,78%       | 1.799   |
| Da Silva do Sinttrar      | PT                             | 0,76%       | 1.740   |
| Elias Silva               | PR                             | 0,75%       | 1.735   |
| João Bosco                | PTB                            | 0,73%       | 1.688   |
| Paulo Tico                | PT                             | 0,72%       | 1.662   |
| Rafael Carlos             | PCdoB                          | 0,72%       | 1.660   |
| Edinei Lima               | PSL                            | 0,71%       | 1.631   |
| Felipe                    | PTB                            | 0,70%       | 1.611   |
| Samir Damião do Piedade   | PSL                            | 0,70%       | 1.610   |
| Valter Canuto             | PSB                            | 0,70%       | 1.602   |
| Chico Lata                | PP                             | 0,68%       | 1.563   |

| Votos válidos   | Votos válidos   | 230.136 | 92,53% |
| Votos nulos     | Votos nulos     | 8.104   | 3,26%  |
| Votos em branco | Votos em branco | 10.467  | 4,21%  |
| Total           | Total           | 248.707 | 100%   |
| --------------- | --------------- | ------- | ------ |

## Análise
A vitória de Mauro Nazif é notável, considerando sua derrota nas eleições de 2008 e a virada impressionante do 1º turno, que colocava Garçon como favorito, que acabou elegendo-o ao cargo após atuar como  vereador, deputado estadual e deputado federal.
Tomou posse em 2013, mas sofreu a emissão de quatro pedidos de impeachment via abaixos-assinados até o ano de 2016, sob a acusão de "improbidade administrativa ao conceder ao consórcio de empresas SIM o direito de explorar o transporte público de Porto Velho, ferindo o artigo 7º da lei Orgânica do Município que proíbe a prestação de serviços de transporte urbano de passageiros no município de Porto Velho por meio de consórcio e monopólio entre as empresas prestadoras de serviço."